# Замок Монтгомері
52°33′48″ пн. ш. 3°09′01″ зх. д. / 52.563229° пн. ш. 3.1502011° зх. д.
Замок Монтгомері (англ. Montgomery Castle) — кам’яна фортеця на околиці містечка Монтгомері, Уельс. Один з багатьох норманських замків на кордоні між Уельсом та Англією.

## Історія

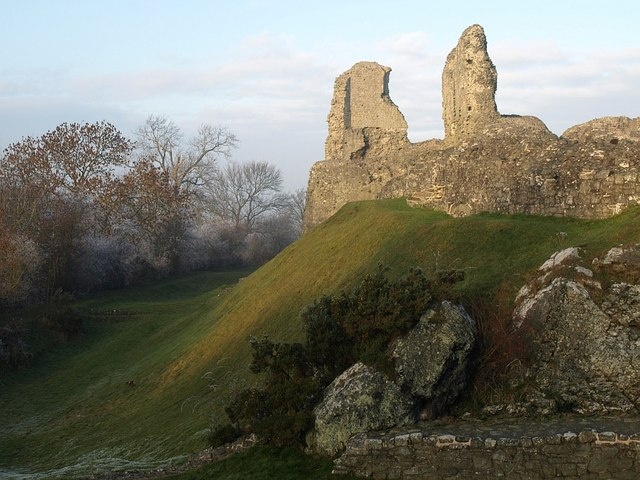
Рештки замку

Замок було зведено за системою motte-and-bailey за часів правління Роджера, графа Шрусбері десь між 1071 і 1074 роками.  
У 1223 році замок було перебудовано, тепер його виклали з каміння. Подію було присвячено шістнадцятому Дню народження Генріха III.  З 1223 до 1228 року каменярі оздоблювали внутрішній двір, донжон тощо.  
У 1655 році замок згорів. 